# Universidad de Tallin
La Universidad de Tallin (estonio: Tallinna Ülikool, abreviado TLU), es una universidad pública localizada en Tallin, capital de Estonia y cuenta con aproximadamente 7,000 estudiantes reglados,14,000 estudiantes de formación continua y más de 250 docentes.
La universidad de Tallin surgió en 2005 de la Universidad Pedagógica de Tallin y cuenta con 2 institutos, 6 facultades, 3 centros superiores y 4 institutos de investigación. El rector de la universidad es el profesor Tiit Land.

## Historia
El antecesor de la Universidad de Tallin, el Seminario de Profesores de Tallin, fue fundado en 1919. La Universidad de Tallin en su forma actual se estableció el 18 de marzo de 2005 como resultado de la fusión de varias universidades e instituciones de investigación en Tallin: Biblioteca Académica de Estonia (1946), Báltico Escuela de Cine y Medios de Comunicación (1992/1997), Instituto de Humanidades de Estonia (1988), Instituto de Historia (1946) y Universidad Pedagógica de Tallin (1919/1952/1992).
En 2015, la Universidad de Tallin se sometió a una reforma estructural, mediante la cual sus más de 20 unidades estructurales (el legado de las numerosas fusiones que llevaron a su establecimiento) se reorganizaron en seis escuelas para optimizar la financiación y eliminar la superposición entre las unidades de investigación y docencia.